# レオン・モリス

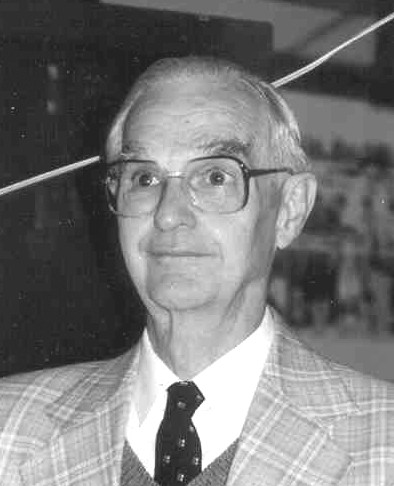
レオン・モリス

レオン・モリス（英語: Leon Morris, 1914年3月15日 - 2006年7月24日）は、オーストラリアの聖公会に属する、福音派の代表的神学者である。多数の著書が日本語訳されており、日本の福音派内では良く知られる。

## 生涯
ケンブリッジ大学より博士号を受ける。1951年、オーストラリアから最初の国際的新約学会員に選ばれた。1961年から1963年まで英国ティンダル研究所所長を務め、1964年以降は、オーストラリアのリドリ・カレッジの学長になる。アメリカのフラー神学校、ゴードン・コンウェル神学校、ウェストミンスター神学校などで客員教授を務めた。
オーストラリアIVCF会長、メルボルン市聖ポール教会牧師会参事、ビリー・グラハム1968年メルボルン・クルセード委員長など伝道の分野でも活躍した。

## 著書
- 『新約聖書における十字架』 聖書図書刊行会
- 『天よりの主イエス』井戸垣彰訳 聖書図書刊行会 1964年
- 『聖霊論』いのちのことば社
- 『愛―聖書における愛の研究』教文館 1989年
- 『ヨハネの福音書』聖恵授産所出版部
- 『ヨハネの黙示録』いのちのことば社